# استاولی، دربی‌شر
TV_regionاستاولی، دربی‌شرlatitudeاستاولی، دربی‌شرlongitudeاستاولی، دربی‌شر
استاولی، دربی‌شر (به انگلیسی: Staveley, Derbyshire) یک منطقهٔ مسکونی در انگلستان است که در میدلند شرقی واقع شده‌است.

## خصوصیات
استاولی ۱۶٬۶۸۴ نفر جمعیت دارد.